# Cristoforo Greppi

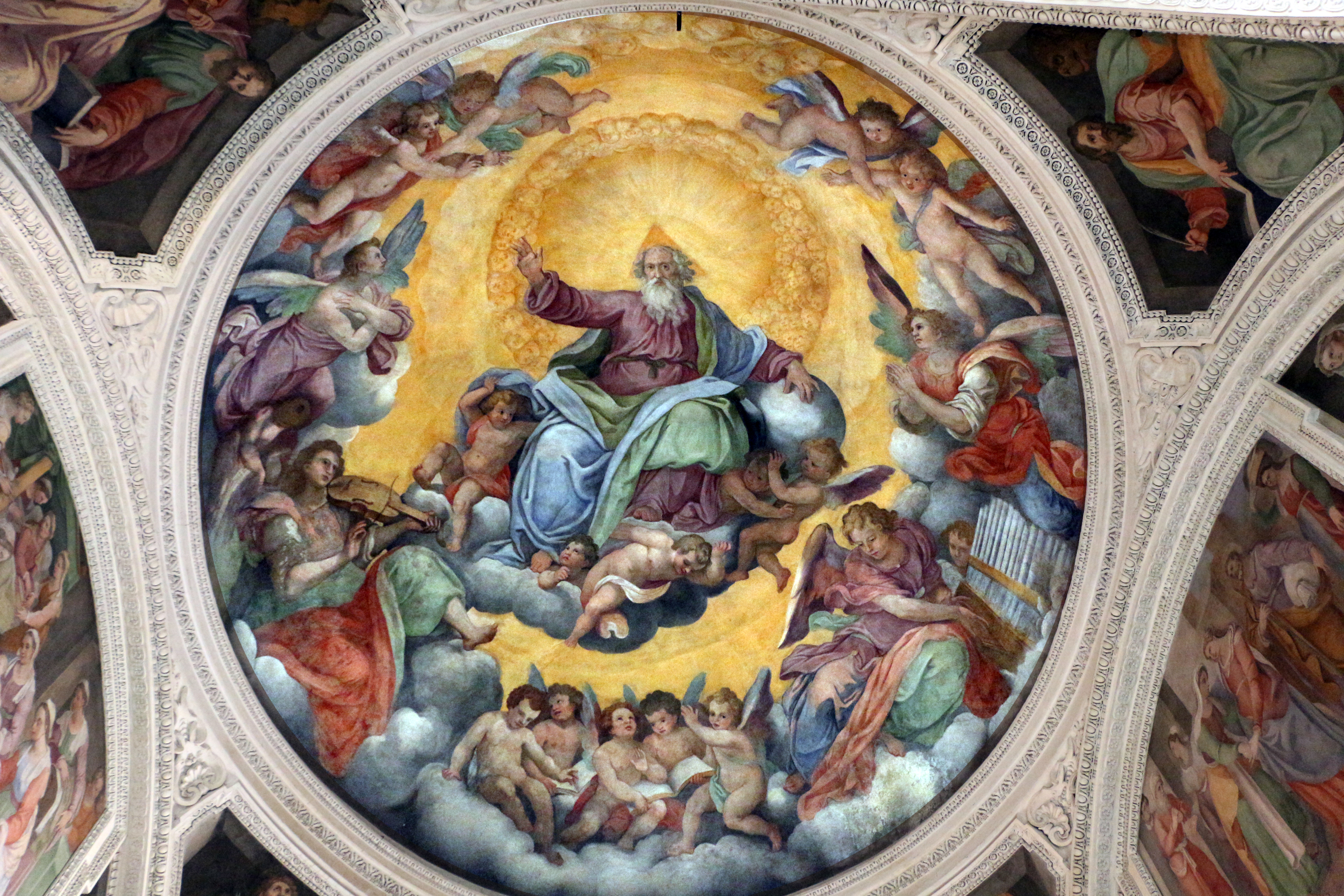
Giovanni Battista Ricci y Cristoforo Greppi, frescos en San Francesco a Ripa, Roma.

Cristoforo Greppi (activo a principios del siglo XVII) fue un pintor italiano del período manierista, activo en Roma.
Nació en Como, región de Lombardía, en Italia. Trabajó alrededor de 1600 con Prospero Orsi y Francesco Nappi bajo la dirección de Cristoforo Roncalli en la decoración del Palazzo Mattei en Roma. Greppi pintó el fresco de los hermanos de José en Egipto. En 1605-1608, trabajó con el mismo equipo en la decoración de los palacios del Vaticano. Greppi también trabajó con Giovanni Battista Ricci en la decoración de la capilla Castellani en San Francesco a Ripa y en la bóveda de la capilla Albertoni en la misma iglesia.